# 연성 펜촉
연성 펜촉(Flex nib)은 다양한 선폭을 만들 수 있는 만년필 펜촉의 한 유형이다. 연성 펜촉은 비-강성 구조 때문에 필자가 종이에 있는 펜의 압력을 조절하여 선폭을 조절할 수 있다. 압력이 증가하면 펜촉의 두 개의 주름이 약간 떨어져 더 많은 잉크가 종이에 흐를 수 있다. 그립이 가벼워지면 펜촉이 서로 밀착되어 더 얇은 라인을 만들 수 있다. 만년필의 선폭 범위는 제한적이지만, 이 펜촉은 일반적인 다른 펜촉에 비해 약 6배의 폭을 만들 수 있다. 수집가들 사이에서 가장 연성이 좋은 펜촉은 "wet noodles"로 불린다.

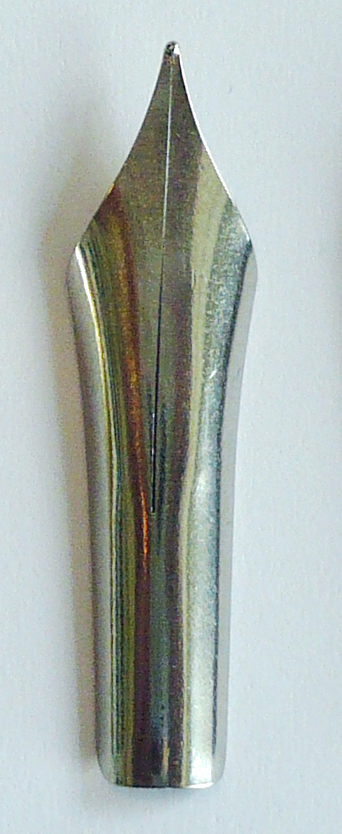
2016년산 준-연성 펜촉의 모습. 크롬 도금 스테인리스 만년필 펜촉이다.

연성 펜촉은 소프트 펜촉(soft nib) 또는 준-연성 펜촉(semi-flex nib)과 혼동해서는 안 된다. 이 펜촉은 쿠션감이 있고, 다양한 선의 채도 및 두께의 변화를 만들어낸다. 전문가들은 시기에 따라 두 가지로 구분하는데, 현재 어떤 펜촉 제조업체도 빈티지 연성 펜촉과 동등한 수준의 유연성을 가진 닙을 생산하지 않는다.

## 같이 보기
- 펜의 종류, 상표, 제조사 목록

## 참고 자료
- Dyas A. Lawson. “The joy of flex, part one”. 《Stylophiles》.
- Richard Binder. “Nibs II: Beyond the Basics with Specialty Nibs”.
- Mike Stevens (1999). “Modern Flex”. 《Stylophile's Online Magazin》.

1. ↑  “Grading Flex Nibs”. www.vintagepen.net. 2016년 8월 16일에 확인함.
2. ↑  Chrisman, Sarah A. (2015년 11월 3일). 《This Victorian Life: Modern Adventures in Nineteenth-Century Culture, Cooking, Fashion, and Technology》 (영어). Skyhorse Publishing, Inc. ISBN 9781510700734.